# Yves-Marie Rudel
Pour les articles homonymes, voir Rudel.
Rémy Ménoret, plus connu sous le nom de plume Yves-Marie Rudel, est un journaliste et écrivain français né en 1907 et décédé en 1984.

## Biographie
Né le 1er octobre 1907 à Étréchy, près d'Étampes, Rémy Ménoret était breton par ses parents, originaires de Guémené-Penfao. Son père, Louis Ménoret, était employé des chemins de fer. En 1910, la famille partit pour Toury (Eure-et-Loir), puis en 1918 à Couëron, près de Nantes, en 1920 à Pont-de-Buis et en 1922 à Daoulas.
Rémy Ménoret fit ses études successivement aux collèges de Pontchâteau, Guérande et Bouguenais, puis son service militaire à Paris et à Bordeaux. En décembre 1930, il entra comme journaliste à l'Ouest-Éclair, quotidien devenu Ouest-France en 1944, et il y fit toute sa carrière jusqu'à son départ en retraite le 19 décembre 1972. En 1931, il fut envoyé à la rédaction de Brest où il resta jusqu'en 1939. Pendant l'occupation, il fut en poste à la rédaction de Morlaix jusqu'en avril 1945. Il revint alors à Rennes comme secrétaire de rédaction et critique littéraire.
Parallèlement à son travail de journaliste il fut un écrivain prolifique sous le nom de Rudel, l'usage d'un pseudonyme était une nécessité pour ne pas nuire à son travail de journaliste, il choisit Rudel en référence à Jauffré Rudel, troubadour à la vie romantique du XIIe siècle.
Rémy Ménoret mourut à Rennes le 25 avril 1984. Sous ce nom de plume d'Yves-Marie Rudel, il publia une vingtaine de livres, dont un Panorama de la littérature bretonne paru à Rennes en 1950, qui reste un ouvrage de référence très utile, et plusieurs romans.
Il signa aussi un certain nombre d'œuvres radiophoniques diffusées sur Rennes-Bretagne, sur les chaînes nationales et certains postes de la francophonie.
Il fut membre du Haut-Comité régional de patronage de la Fondation culturelle bretonne en 1957.
Il a eu 6 enfants dont le poète Pierre Ménoret et le peintre Bernard Ménoret.

## Distinctions littéraires
- Prix Horizon (1947) avec Crapitoulic.
- Prix de la Côte de Granit rose (1953), avec l'Élément féminin.
- Prix de l'Académie du Maine (1964), avec Le Roman d'Anne de Bretagne.
- Grand prix catholique de littérature (1966), pour l'ensemble de son œuvre.
- Prix de littérature régionaliste de la Société des gens de lettres.